# Trebinja
Trebinja, prije Trebimlja, naseljeno je mjesto u općini Ravno, Federacija Bosne i Hercegovine, BiH.

## Zemljopis
Mjesto se nalazi na samoj granici s Republikom Hrvatskom, oko 3 kilometra od graničnog prijelaza kod Čepikuća i desetak kilometara zapadnije od Ravnog. Dijeli se na dva veća podnaselja: Donju i Gornju Trebinju. Dijelovi Donje Trebinje su Šijakovići ili Podranč-vrh/Rač(i)-vrh, Jaraci, Batine i Zvone, a dijelovi Gornje Trebinje su: Milići, Brijeg i Glavaši.:109

## Ime naselja
Selo Trebìnja/Trebìmlja u povijesnim se izvorima spominje 1283. i to pod imenima Trebigna (Trebinja) i Tribigna (Tribinja). Oblik Trebinja danas je temeljni, a ikavski je oblik potvrđen i kasnije, pa i u popisima izbjeglica iz Popova u selu Lisac za vrijeme Hercegovačkoga ustanka 1875. – 1878. Oblik Trebimlja potvrđen je od 1372., kad se spominje Branko Primilović in villa de Trebimiglia U popovskim se i gradačkim župnim maticama selo počesto nazivalo i Trebimnjom (Trebimgna).:108

## Povijest
Na području Trebimlje se razvilo rimsko naselje čiji se tragovi naziru u ostatcima mozaika, fresaka, terma, hramova i stambenih zgrada, a Ivica Puljić i Ante Škegro na Trebinju smještaju rimski municipij Diluntum (koji drugi povjesničari uglavnom smještaju u Stolac) među ostalim i na temelju pronađene nagrobne stele dekuriona Aplija Publija Plasa (Aplius Publius Plasius decuriones municipii Dilunti) iz II. stoljeća, pronađene na predjelu Gruda. U prilog toj pretpostavci ide i podatak da je na predjelu Zadrijenje očuvana kamena grobnica u kojoj su pronađena tri primjerka novca i ploča s natpisom Diluntum te grob podtegulama na Rasovića-njivi, na kojoj se nalaze ostatci antičke keramike i zidova po gomilama složenim od obrađenoga kamena.:103
U srednjem vijeku Trebimlja je tvorila zasebnu seosku općinu unutar srednjovjekovne župe Popovo i smatra se najstarijom katoličkom župom Trebinjsko-mrkanske biskupije. U povijesnim se izvorima spominje 1283. u dokumentu u kojemu su navedeni svjedoci Bogdan s Trebinje, Nepočilić, Hranilo Desiradić, podrijetlom s Tribinje, danas žitelj Dubrovnika (Bogdanus de Trebigna Nepocilich, Cranilus Desiradich qui fuit de Trebigna et nunc moratur Ragusii). Po predaji selo je nastalo 1241. ili 1242. nakon što su se stanovnici Trebinja pod vodstvom kraljice Trebije nakon tatarskoga pustošenja preselili na zapad (predaju zabilježio biskup Anselmo Katić). Povijesna je činjenica da je kroz Trebinju prolazio karavanski put koji je iz Slanoga i Popova vodio prema Bosni. Za vrijeme osmanlijske vlasti, područje župe se našlo na dubrovačko-osmanlijskoj granici. Prolazak željezničke pruge Gabela – Zelenika omogućio je napredak cijelog područja, a u Drugome svjetskom ratu Trebimlja nije bila na udaru četničkih razaranja i kasnijih partizanskih upada zato što su pruga i objekti na njoj bili pod posebnom zaštitom. Većina od 223 stradala župljana život su izgubili na križnim putovima. Za vrijeme Domovinskog rata Trebimlja je bila okupirana od 1. listopada 1991. do 30. svibnja 1992. Od 1998. mjesto se nalazi u sastavu općine Ravno.:104-106

## Stanovništvo
Trebinju su oduvijek nastanjivali pretežito Hrvati. Dokaz tome su brojni ostatci grobova i crkvi. Crkva svetoga Roka postoji još od 15. stoljeća. Lokacija crkve je ostala ista ali je njezin izgled promijenjen. Zadnja obnova crkve je bila nakon Domovinskog rata kada je cijela crkva u potpunosti oštećena. Mjesno groblje krasi spomenik podignut u spomen na žrtve Drugog svjetskog rata i Domovinskog rata.

### 1991.
Nacionalni sastav stanovništva 1991. godine, bio je sljedeći:
ukupno: 272
- Hrvati - 268 (98,53 %)
- ostali, neopredijeljeni i nepoznato - 4 (1,47 %)

### 2013.
Nacionalni sastav stanovništva 2013. godine, bio je sljedeći:
ukupno: 704
- Hrvati - 702 (99,72 %)
- ostali, neopredijeljeni i nepoznato - 2 (0,28 %)

## Župa Trebinja
Župa je posvećena Uznesenju Blažene Djevice Marije. Sjedište je 1728. iz Rupnog Dola premješteno u naselje Trebinju po kojoj je župa i dobila ime. Crkva na Trebinјi spominje se oko 1620. godine. Najprije je bila posvećena Uznesenju Bogorodice, a kasnije sv. Roku. Fra Blaž Gračanin 1624. piše da je na Trebinјi našao jednu porušenu staru crkvu koju je iz temelja podigao, ali zabranom trebinjsko-mrkanskog biskupa Antića nije je mogao potpuno završiti. Potres iz 1667. znatno je oštetio crkvu, a 1728. krov i svodovi crkve su bili obrušeni, tako da su od crkve ostali samo zidovi. Trebinjsko-mrkanski biskup Tudišić obnovio ju je 1751., a ponovno je obnovljena 1825. Današnja župna crkva izgrađena je 1938., a obnovljena je nakon što je bila oštećena u Domovinskom ratu. Župu čine naselja Trebinja (zaseoci Brijeg, Glavaši, Milići, Donja Trebinja, Dužica, Zagorac, Pećina i Turkovići), Cicrina (zaseoci Strmica, Zatmorje, Kremena Njiva), Trnčina (zaseoci Vojevići, Brestica, Planjak, Rupni Do, Gajic, Paraunići, Donja Trnčina i Prijevor), Velja Međa te naselje Dobri Do (u općini Neum).

### Popis župnika[5]
- don Damjan Dobroslavić 1701. - 1705.
- don Matija Vuković 1705. - 1708.
- don Đuro Sunožić 1709. - 1733.
- don Damjan Dobroslavić 1733. - 1736.
- don Mijo Pešić 1736.
- don Vinko Maršić 1737.
- don Andrija Zvono 1737. - 1755.
- don Mato Ančić 1755. - 1775.
- don Petar Milošević 1775. - 1780.
- don Đuro Milošević 1780. - 1781.
- don Jozo Škurla Cvjetković 1781. - 1797.
- don Nikola Andrijašević 1797. - 1832.
- don Ivan Russini 1832. - 1844.
- don Alojz Muratti (?)
- don Ilija Vukas 1848. - 1849.
- don Ivan Vlahinić 1850. - 1861.
- don Josip Brnić 1861. - 1868.
- don Ivan Vlahinić 1869. - 1885.
- don Ilija Sentić 1885. - 1891.
- don Ivan Rajič 1891. - 1900.
- don Petar Papac 1900. - 1901.
- don Ivan Raguž 1902. - 1907.
- don Martin Krešić 1907. - 1917.
- don Luka Kristić od 1917. - 1919.
- don Ivan Maslać 1919. - 1924.
- don Ilija Tomas
- don Ivan Raguž - 1935.
- don Nikola Bošnjak 1936. - 1939.
- don Andrija Majić 1939. - 1941
- don Stjepan Batinović 1941. - 1947.
- don Đuro Maslać 1947. - 1951.
- don Mate Šimović 1951. - 1962.
- don Jozo Radišić 1962. - 1964.
- don Petar Vuletić 1964. - 1968.
- don Tomislav Majić 1968. - 1969.
- don Bariša Čarapina 1969. - 1971.
- don Krešo Pandžić 1971. - 1974.
- don Jakov Renić 1974. - 1985.
- don Zdravko Petković 1985. - 1995.
- don Slavko Maslać 1995. - 2013.
- don Pero Pavlović 2013. - 2018.
- don Bernard Marijanović 2018. - 2020.
- don Ivan Bijakšić 2020. - 2024.
- don Antonio Krešić[6] 2024. -

## Znamenitosti
- Crkva sv. Roka, podignuta vjerojatno krajem 16. ili početkom 17. stolјeća, nacionalni spomenik Bosne i Hercegovine[7]
- Crkva Uznesenja Blažene Djevice Marije, župna crkva

## Zanimljivosti
- Godine 1629. posjetio je Donju Hercegovinu biskup fra Dominik Andrijašević i zabilježio je župe u Popovu polju i među njima župu Trebinju u kojoj su 9 sela, crkva i 40 katoličkih obitelji.[8]

## Vanjske poveznice
- Satelitska snimka  Arhivirana inačica izvorne stranice od 30. rujna 2007. (Wayback Machine)